# MadEdit
MadEdit是一款跨平台的编辑器，可对文本、十六进制进行编辑，按照GNU GPL发布，是开放源代码開源的自由软件。

## 功能
- 可运行于Linux、Windows系统
- 具有繁、简体中文的界面
- 有三种编辑模式：文本、区块、十六进制
- 在十六进制模式中，可打开超大文件（最大为32GB）
- 用户可以在编辑时候切换文字编码，就像在网页浏览器中那样
- 支援多种编码，包括Unicode（UTF-8、UTF-16/32）、Big5、GBK以及S-JIS
- 支援Unicode CJK 扩展B区（Ext-B）
- 可进行中文繁、简体的转换
- 若用户输入的字符不为当前编码支援，该字符会被转换成诸如U+XXXX的Unicode格式
- 可用正则表达式进行搜索、替换
- 能够以分页方式显示多个文件
- 支援许多种编程语言的语法加亮，包括awk、DOS批处理脚本、C／C++、diff/patch、HTML、CSS、Java、JavaScript、Pascal、PHP、Perl、Python、Ruby、UNIX Shell脚本、汇编语言
- 可在Windows平台下浏览ASCII-艺术（用ASCII字符拼成的各种图形）文件

## MadEdit-Mod
由於 MadEdit 在 2009 年 2 月推出了最後一個版本 0.2.9.1 之後，就一直沒有再發佈更新，另一位程式設計師 Li Minggang 在 MadEdit 的基礎上持續推出改版更新，此一新版本稱為 MadEdit-Mod （mod 的意思是修改，modification 的簡寫，特指第三者(非原始作者)所做的修改，這樣的稱法廣泛用於軟體與硬體領域）。MadEdit-mod 目前的最新版本是 0.4.20，發佈於 2023 年 6 月。